# Hong Kong Airlines
Hong Kong Airlines (chiń. 香港航空公司; pinyin Xiānggǎng Hángkōng gōngsī; jyutping hoeng1 gong2 hong4 hung1 gung1 si1) – linie lotnicze z siedzibą i główną bazą na lotnisku w Hongkongu. Obsługują planowe loty pasażerskie i cargo do 10 miast w Chinach i Wietnamie (włącznie z połączeniami codeshare siostrzanych linii Hong Kong Express Airways).
Założycielem Hong Kong Airlines w 2001 był Robert Yip. Początkowo pod nazwą CR Airways linie obsługiwały czarterowe loty pasażerskie przy pomocy helikoptera Sikorsky S-76 Spirit. Są pierwszymi liniami lotniczymi, które otrzymały certyfikat przewoźnika lotniczego (AOC – Air Operator’s Certificate) od momentu ustanowienia Specjalnego Regionu Administracyjnego Hongkong. Chińskie Hainan Airlines i Mung Kin Keung wykupili w 2006 45% i 55% akcji linii, tym samym stając się ich właścicielami. Tego samego roku zmieniono nazwę na Hong Kong Airlines Limited oraz wprowadzono logo przedstawiające kwiat bauhinia blakeana, będący symbolem Hongkongu.

## Historia
Założycielem Hong Kong Airlines był Robert Yip, prezes zarządu China Rich Holdings. Początkowo prowadziły działalność pod nazwą CR Airways i otrzymały certyfikat przewoźnika lotniczego na początku 2002. Były to trzecie hongkońskie linie lotnicze obsługujące transport pasażerski przy pomocy helikoptera i pierwsze, które otrzymały certyfikat AOC od powstania Specjalnego Regionu Administracyjnego Hongkong.
5 lipca 2003 roku CR Airways rozpoczęły czarterowe loty pasażerskie do Laoag na Filipinach samolotem Bombardier CRJ200 wziętym w leasing od GE Capital Aviation Services.
W sierpniu 2003 CR Airways aplikowały o zezwolenie na ustanowienie planowych lotów pasażerskich do Laoag oraz chińskich Jinan, Naning, Meixian i Wenzhou. Dodatkowo Robert Yip sprzedał 40% udziałów w liniach o wartości 180 milionów dolarów hongkońskich (około 23 milionów dolarów amerykańskich) swojej spółce China Rich Holdings. W marcu 2004 do siatki połączeń czarterowych dodano Siem Reap w Kambodży.
W kwietniu 2005 linie otrzymały pięcioletnie zezwolenie na wykonywanie lotów pasażerskich, cargo i pocztowych do Chin, co dało możliwość wystąpienia o prawo lotów do 10 chińskich miast. 3 lipca 2005 przedstawiciele linii wydali oświadczenie o zakupie dwóch samolotów typu Bombardier CRJ700 od duńskich Maersk Air. Dodatkowo podpisali porozumienie z wytwórnią Boeing, dotyczące zakupu 10 samolotów Boeing 787 Dreamliner i 30 Boeing 737-800 za kwotę 3,28 miliardów dolarów amerykańskich.
27 czerwca 2006 Hainan Airlines nabyły 45% udziałów, które następnie przetransferowały do Grand China Air, chińskich linii lotniczych będących w posiadaniu Heinan Airlines. Dwa miesiące później Mung Kin Keung wykupił pakiet kontrolny w postaci 55% udziałów. 22 września 2006 CR Airways Limited oficjalnie zmieniły nazwę na Hong Kong Airlines Limited, a uroczysta ceremonia odbyła się 28 listopada. Linie wprowadziły również nowe logo, przedstawiające kwiat bauhinia blakeana, będący symbolem Hongkongu. 27 czerwca 2007 linie złożyły największe w swojej krótkiej historii zamówienie na 51 samolotów wąsko- i szerokokadłubowych od europejskiego producenta Airbus. 27 maja 2007 IATA zmieniło kod linii z N8 na HX.
22 października 2010 Hong Kong Airlines oficjalnie przystąpiły do IATA.
9 listopada 2011 linie ogłosiły włączenie do siatki połączeń trasy Hongkong-Londyn od 7 marca 2012.

## Flota

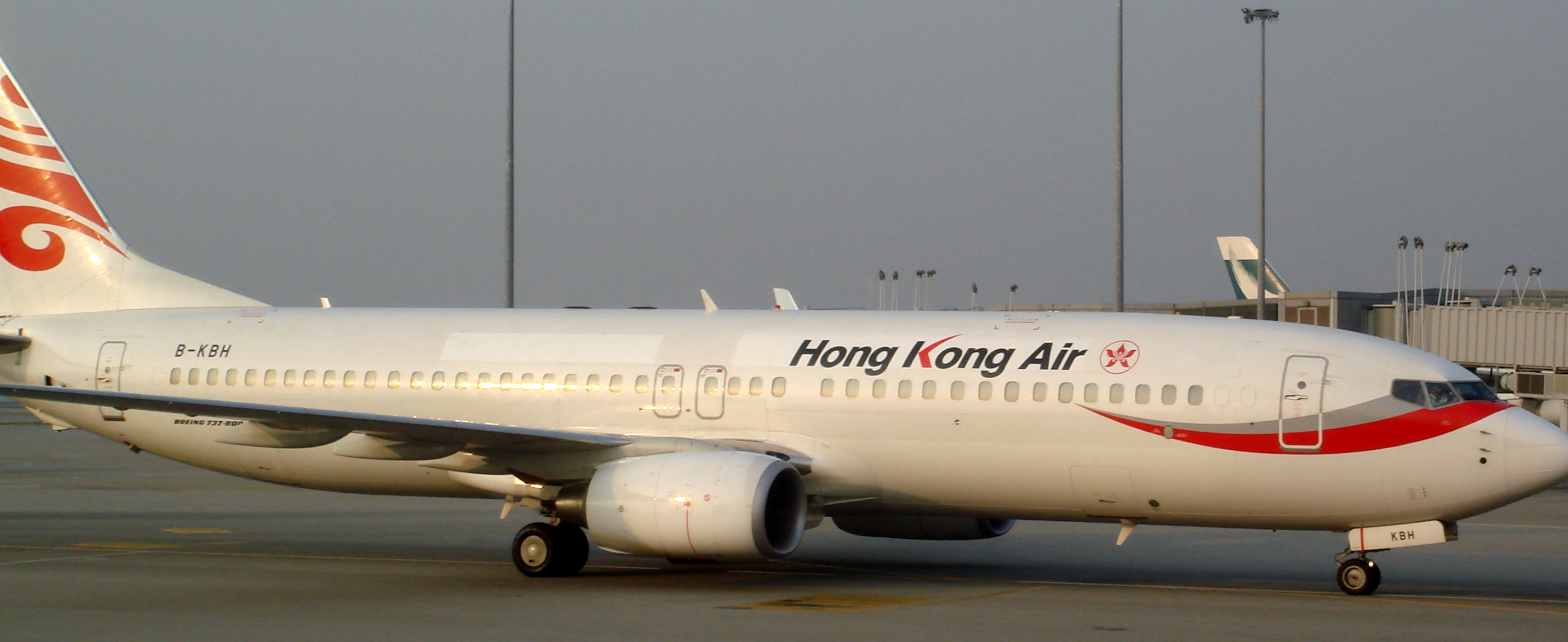
Boeing 737-800 należący do Hong Kong Airlines

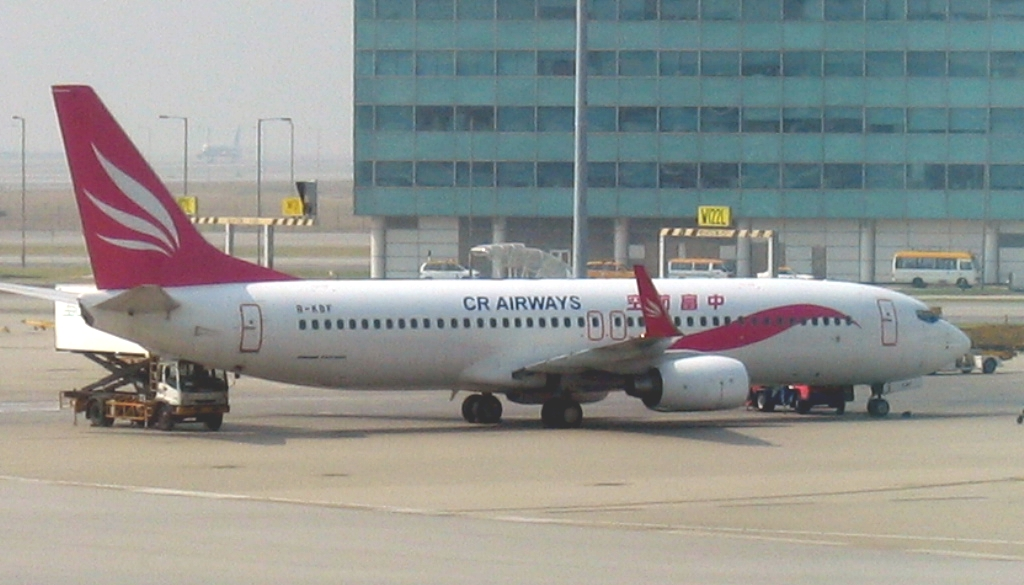
Boeing 737 w barwach CR Airways

Według stanu na listopad 2024 flota Hong Kong Airlines składała się z 29 samolotów, w tym 6 przeznaczonych do transportu cargo, o średnim wieku 11,5 lat:
| Samolot             | Samolot | Samolot   | Liczba miejsc | Liczba miejsc | Liczba miejsc | Uwagi              |
| Model               | Aktywne | Zamówione | B             | E             | Łącznie       | Uwagi              |
| ------------------- | ------- | --------- | ------------- | ------------- | ------------- | ------------------ |
| Airbus A320-200     | 13      | 1         | 8             | 144           | 152           |                    |
| Airbus A320-200     | 13      | 1         | -             | 174           | 174           |                    |
| Airbus A321-200     | 1       | 1         | -             | 220           | 220           |                    |
| Airbus A330-300     | 9       | 2         | 32            | 260           | 292           |                    |
| Hong Kong Air Cargo |         |           |               |               |               |                    |
| Airbus A330-200     | 6       | -         |               |               |               | Konfiguracja cargo |
| Łącznie             | 29      | 4         |               |               |               |                    |

## Porozumienia codeshare
Hong Kong Airlines podpisały porozumienia codeshare z następującymi liniami:
- Hong Kong Express Airways
- Tianjin Airlines
- Hainan Airlines

## Porty docelowe
| Azja: · Mjanma - Naypyidaw - Port lotniczy Naypyidaw (czarter) Chiny - Changsha - Port lotniczy Changsha-Huanghua - Hangzhou - Port lotniczy Hangzhou-Xiaoshan - Guilin - Port lotniczy Guilin-Liangjiang - Guiyang - Port lotniczy Guiyang-Longdongbao (czarter) - Ningbo - Port lotniczy Ningbo-Lishe - Pekin - Port lotniczy Pekin - Sanya - Port lotniczy Sanya-Phoenix - Szanghaj - Port lotniczy Szanghaj-Pudong - Port lotniczy Szanghaj-Hongqiao - Shantou - Port lotniczy Shantou-Waisha (czarter) - Qingdao - Port lotniczy Qingdao-Liuting (cargo) - Tiencin - Port lotniczy Tiencin-Binhai (cargo) - Xiamen - Port lotniczy Xiamen-Gaoqi (cargo) - Zhengzhou - Port lotniczy Zhengzhou-Xinzheng (cargo) Hongkong - Port lotniczy Hongkong Indie - Ćennaj - Port lotniczy Ćennaj (cargo) - Delhi - Port lotniczy Indira Gandhi (cargo) Indonezja - Denpasar - Port lotniczy Denpasar Japonia - Naha - Port lotniczy Naha (sezonowo) - Osaka - Port lotniczy Kansai (cargo) - Sapporo - Nowy port lotniczy Sapporo-Chitose (sezonowo) - Tokio - Port lotniczy Narita Malediwy - Male - Port lotniczy Male (czarter) Malezja - Penang - Port lotniczy Penang (cargo) Singapur - Port lotniczy Singapur-Changi Tajlandia - Bangkok - Port lotniczy Bangkok-Suvarnabhumi - Phuket - Port lotniczy Phuket Tajwan - Tajpej - Port lotniczy Tajpej-Taiwan Taoyuan Wietnam - Hanoi - Port lotniczy Nội Bài w Hanoi - Ho Chi Minh - Port lotniczy Tân Sơn Nhất w Ho Chi Minh (cargo) · Europa: · Rosja - Moskwa - Port lotniczy Moskwa-Szeremietiewo Wielka Brytania - Londyn - Port lotniczy Londyn-Gatwick |